# 大草由花
大草 由花（おおくさ ゆか、1972年5月30日 - ）は、日本の元女性声優。

## 出演

### テレビアニメ
1999年
- KAIKANフレーズ（女子生徒）
- 爆球連発!!スーパービーダマン（ビーダー2）

2000年
- ちびまる子ちゃん（土橋とし子〈代役〉）

### 舞台
- 封印（1998年、劇団パラレルワールド）
- DEATH 天井裏から愛をこめて2000（2000年、劇団パラレルワールド）
- knife（2001年、劇団パラレルワールド）

### VHS
- 少コミプレミアムビデオ P-クリップ「天然はちみつ寮。」

### ネットアニメ
- YUKINO（霜月ゆきの）

### GIFアニメ
- 機動戦士のんちゃん（のんちゃん〈幼少〉）